# Їжа богів II
«Їжа богів II» (англ. Food of the Gods II) — канадський фантастичний фільм жахів 1989 року режисера Даміана Лі за твором «Їжа богів і як вона прийшла на землю» Герберта Веллса.

## У ролях
- Пол Коумфорс — доктор Нейл Гамільтон
- Ліза Шраге — Алекс Рід
- Колін Фокс — професор Едмунд Делхаст
- Френк Пеллегріно — Ждошуа
- Джекі Берроуз — доктор Кейт Тревіс
- Реальна Ендрюс — Марк Хейлз
- Стюарт Х'юз — Ел
- Карен Хайнс — Енджі
- Девід Б. Ніколс — Дін Вайт
- Майкл Коупман — лейтенант Візель
- Шон Мітчелл — Бобі
- Роберт Кеннеді — Бретт
- Франк Мур — Жак
- Говард Джером — Луї